# George W.S. Trow
George William Swift Trow, Jr. (Greenwich, Connecticut; 28 de septiembre de 1943-Nápoles, 24 de noviembre de 2006) fue un ensayista, novelista, dramaturgo y crítico de medios de comunicación estadounidense. Trabajó para The New Yorker durante casi 30 años y escribió numerosos ensayos y varios libros. Es más conocido por su largo ensayo sobre la televisión y su efecto en la cultura estadounidense, Within the Context of No Context, publicado por primera vez en The New Yorker el 17 de noviembre de 1980 (y posteriormente publicado como libro), una de las pocas veces que la revista dedicó su sección central a un solo trabajo.

## Biografía
Trow nació en el seno de una familia de clase media-alta de Greenwich, Connecticut, hijo de Anne (de soltera Carter; 1918-2010) y George William Swift Trow (1916-1997). Su padre era periodista. Su tatarabuelo paterno, John Fowler Trow (1810-1886), fue un editor neoyorquino conocido hoy en día por dar nombre a los directorios de la ciudad de Nueva York. Trow estudió en la Phillips Exeter Academy y se graduó en la Universidad de Harvard en 1965. Allí fue presidente de The Harvard Lampoon. Más tarde fue editor de su filial, el National Lampoon, y trabajó con jóvenes humoristas como Michael O'Donoghue, Henry Beard y Douglas Kenney. Sirvió en el ejército en la Guardia Costera de Estados Unidos. En 1966, Trow se incorporó a The New Yorker, donde escribió artículos para la revista, sobre todo en la sección «The Talk of the Town», y contribuyó con ficción corta. Trabajó bajo la dirección de los editores William Shawn (1951-1987) y Robert Gottlieb (1987-1992), a quienes consideraba sus mentores.
En 1994, cuando la nueva editora, Tina Brown, invitó a Roseanne Barr a supervisar un número especial sobre mujeres, Trow dejó la revista en señal de protesta. Abandonó la casa que estaba construyendo en Germantown, Nueva York, y viajó por Norteamérica, viviendo en Texas, Alaska y Terranova. Varios años antes de su muerte, se trasladó a Nápoles, Italia. Allí murió en 2006, solo, tras recluirse durante una década.
Trow era socialmente ambicioso: a lo largo de su vida, se «esforzó por formar parte del '10 por ciento de la gente de Harvard que lleva esmoquin a sus propios pequeños eventos en sus propios pequeños edificios y se les puede ver en sus balcones con sus esmóquines y sus chicas, a menudo muy hermosas, que también están allí de forma similar a los Vanderbilt y los Astor'».

## Trayectoria como escritor
A lo largo de su carrera, Trow analizó las principales instituciones culturales estadounidenses para comprender cómo había cambiado la cultura desde el mundo dominado por el establishment oriental y lector de periódicos de su infancia en los años cuarenta y principios de los cincuenta, hasta la sensibilidad ahistórica y sensacionalista nacida en la Edad del Jazz y la propagada por la televisión.
El atractivo y el valor de la obra de Trow pueden ser difíciles de comunicar, porque «el estilo en su propia esencia se resiste al resumen. El resumen, por supuesto, huye del detalle, mientras que para Trow los detalles son las notas sin las que no hay canción». Algunos críticos han considerado que las obras de Trow son impenetrables y elitistas; algunos sostienen que la nostalgia de Trow por la época anterior a la televisión estaba fuera de lugar, porque los posteriores movimientos por los derechos civiles habían hecho más democrática la cultura estadounidense.

### Ensayos
Within the Context of No Context, editado por el editor del New Yorker William Shawn, se publicó en forma de libro en 1981 acompañado del perfil de Trow sobre el magnate de la música Ahmet Ertegün. En 1997, No Context se reeditó con un nuevo ensayo introductorio, Collapsing Dominant. En No Context, Trow señalaba el papel de la televisión en la destrucción de la cultura pública estadounidense y del sentido de la historia de los norteamericanos. Las instituciones "intermedias" que durante mucho tiempo habían dado un contexto real a la vida de los estadounidenses (como las organizaciones fraternales, las ligas de bolos y los clubes de mujeres), habían desaparecido al quedarse la gente en casa para ver la televisión. Sus sustitutos, los programas de televisión, eran contextos falsos diseñados para ser lo suficientemente convincentes como para mantener a la gente mirando. Lo que quedaba como contextos reales para los estadounidenses eran «la red de los doscientos millones» (la población de Estados Unidos en ese momento) y «la red de la intimidad» (la familia inmediata). Los famosos tenían una vida real en ambas cuadrículas, y sólo ellos podían estar completos. Privados del contexto real, todos los demás querían ser famosos.
Trow argumentó que, a medida que los vendedores segmentaban a los espectadores en grupos definidos demográficamente y dirigían los anuncios y los programas a determinados nichos, los espectadores aprendían por primera vez a verse a sí mismos como parte de un grupo demográfico relacionado con la edad, en lugar de como parte de un flujo lineal de personas desde el pasado hacia el futuro. En consecuencia, la demografía había sustituido a la historia como contexto por defecto para entender el mundo. Las cosas se valoraban ahora no en una escala absoluta, sino descubriendo si uno estaba en sintonía con su grupo. Trow ilustra este punto con una referencia a Family Feud, un show televisivo en el que se pedía a un concursante que adivinara «lo que una encuesta realizada entre cien personas había supuesto que sería la altura de la mujer media estadounidense. Adivina lo que adivinaron. Adivina cuál es la media».
No Context termina con una memoria narrativa de las experiencias de Trow trabajando dos veranos como guía en la Feria Mundial de Nueva York de 1964. Su resumen de la Feria: «En la Feria, uno podía ver el mundo de la televisión haciéndose pasar por el mundo de la historia».
En un obituario de Trow, se cita al novelista y guionista Michael Tolkin diciendo que No Context ya no está de moda porque «no es una polémica para el cambio. Es sólo una fría descripción de hacia dónde van las cosas. No hay muchos libros que no tengan miedo de ser tan negativos».
En su ensayo The Harvard Black Rock Forest, Trow critica otra institución estadounidense dominante, la Universidad de Harvard (a la que él había asistido). El Black Rock Forest, a 80 kilómetros al norte de Nueva York, a lo largo del río Hudson, había sido donado a Harvard como reserva natural para estudios científicos. Trow escribe sobre la indiferencia de la administración de Harvard hacia la propiedad, excepto como una oportunidad de beneficio, y su eventual rescate y dedicación a los estudios educativos de la naturaleza.
Además de su obra de no ficción, Trow también escribió artículos ocasionales para The New Yorker, muchos de los cuales eran «sutiles hasta la ininteligibilidad», según Ben Yagoda.

### Memorias
En unas memorias, My Pilgrim's Progress: Media Studies, 1950-1998, analiza el mundo cultural de Estados Unidos en la década de 1950, en el momento de transición en el que la televisión comenzó a apoderarse de la cultura estadounidense. El libro está escrito en un estilo conversacional, a veces transcrito de cintas de audio. Trow «se arremolina» entre iconos culturales pop y mainstream, como Doris Day, Alfred Hitchcock, Elvis Presley y Dwight D. Eisenhower. La portada del libro tiene una fotografía del presidente Eisenhower, a quien Trow admiraba como «el tipo de los tipos». Trow afirma que los modelos de adultez masculina presentados a su generación por la cultura oficial de masas estaban tan desfasados o eran tan irrelevantes que estar «in/on/with» la televisión (y adoptar una actitud irónica hacia uno mismo) era la única opción posible. Algunos críticos se mostraron contrariados por la altanería, el elitismo o las repetidas declaraciones de autoridad del libro, por ejemplo: «Tendrás que confiar en mí». Según un amigo cercano, Trow estaba «extremadamente disgustado» por la recepción crítica de Progress. Después de eso, sólo publicó un artículo conocido, una crítica al presentador de noticias de televisión, Dan Rather.

### Novela
La única novela de Trow, The City in the Mist (1984), no impresionó a los críticos. Les desanimó su estilo minimalista y la falta de trama, impulso narrativo o personajes implicados. El libro, que se mueve desde mediados del siglo XIX hasta el presente, rastrea la energía de tres familias entrelazadas, desde la vitalidad masculina de un inmigrante irlandés matón hasta la débil llama de su nieto soltero de edad avanzada, que vive de sus ingresos en dos habitaciones en la ciudad de Nueva York, y pasa su tiempo cuidando su ropa y saliendo a lo que queda de la sociedad. Las preocupaciones centrales de la novela —el declive de la energía masculina y la sustitución de la autoridad social masculina por la femenina— las aborda Trow más tarde de forma explícita en My Pilgrim's Progress.